# Бушизм

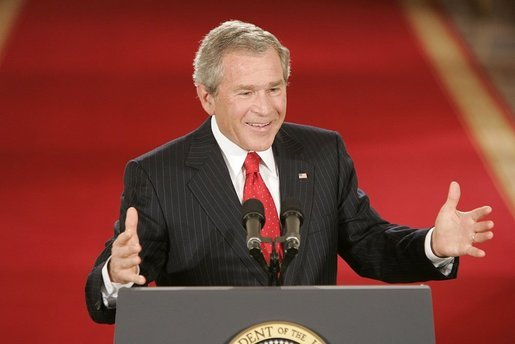
Джордж Буш під час прес-конференції в Білому Домі. 2005 р.

Буши́зм (англ. Bushism) — термін, яким позначають численні мовні, логічні та інші помилки і обмовки президента США Джорджа Буша. Термін став активно поширюватися після виступів президента перед пресою, часто з'являвся в друкованих джерелах та на телебаченні. Бушизмами у мові президента почали визначати неправильні закінчення слів у однині та множині, помилкову вимову англійських слів, плутанину співзвучних слів, повтори та відверту нісенітницю.
Найбільш характерними рисами «стилю» Буша є тавтологія, малапропізми (помилкове використання співзвучного слова із зовсім іншим значенням), ляпалісіади, спунеризми, утворення оказіоналізмів — особливо таких, що зміщують стилістичне забарвлення поняття («безглуздих слів»), а також граматично некоректне узгодження підмета і присудка.
Деякі оглядачі пов'язують численні помилки президента з його прівілейованим походженням і намаганням приховати свій брак освіти. Ця вада президента проявилася під час публічних виступів, коли Буш не користувався підготовленим текстом і говорив експромтом. Висловлювання президента швидко ставали афоризмами, почали друкуватися окремими збірками, виходити у вигляді календарів та в інтернеті. Вчитель англійської мови Дерк Шульц навіть склав вірш «Make the Pie Higher» виключно з бушизмів.

## Деякі приклади бушизмів
- А у вас теж є негри? (Розмова з президентом Бразилії Фернанду Енріке Кардозу, Сан-Паулу, Бразилія, 28 квітня 2002)[1][2]
- Американські діти учаться бути відповідальними громадянами, щоб користуватись можливостями, які надає суспільство опортуністів[3].
- Бог говорить через мене.[4] (16 липня 2004)
- Зрештою, тиждень тому Ясир Арафат знаходився в оточенні в своєму палаці в Рамаллі, палаці, який явно був наповнений німецькими пацифістами і їм подібними людьми. Тепер вони пішли. Тепер Арафат спокійно може всім демонструвати, що він лідер і керувати світом.[3] (Вашингтон, 02 травня 2002)
- Бачите, при моїй роботі потрібно повторяти деякі речі знову, знову і знову, щоб правда дійшла, щоб, як би сказати, катапультувати пропаганду.[5]
- Час сумувати і шкодувати, коли ми втрачаєм втрату життя.[3] (21 грудня 2004)
- Все, що я знаю про Словаччину, — це те, що я взнав від вашого міністра закордонних справ.[6][7] (Із розмови зі словацькими журналістами, 22 червня 1999).
- Ви забули Польщу (Під час теледебатів напередодні президентських виборів 2004 року опонент Буша Джон Керрі заявив, що адміністрація Буша перед війною в Іраці не змогла сформувати широку міжнародну коаліцію, зумівши заручитися підтримкою лише двох країн — Великої Британії та Австралії[8]. У відповідь на це Буш промовив фразу «Ви забули Польщу»[9], яка, замість того, щоб спростувати аргумент Керрі, фактично його підтвердила).
- Ви вільні! Свобода прекрасна! Але, знаєте, потрібен час, щоб відновити хаос і порядок — порядок окремо від хаосу. Але ми це зробимо![10] (Вашингтон, 13 квітня 2003)
- Господь любить вас. І я люблю вас. І ви можете розраховувати на нас обох, як на потужне послання, призначене людям, схвильованим своїм майбутнім.[3]
- Є стара приказка в Теннесі — я знаю, вона є в Техасі, може бути, в Теннесі, в якій мовиться: обдурив мене раз — ганьба, ганьба тобі. Обдурив мене … — ти не можеш бути обдурений знову.[3]
- Ще один приклад — справа Дреда Скотта, що проходило через суди багато років тому. Було сказано, що Конституція дозволяє рабство, тому що … тому, що … ну, існує право на особисту власність. Це особиста думка. Це не те, про що говорить Конституція. Конституція США каже — ми все … ми … Ну, ви знаєте, нічого подібного там не говориться. Конституція не говорить про рівність Америки.[11]
- Запам'ятайте — повинні страждати птахи, а не мисливці..[3] (Нью-Мексико, 22 січня 2004)
- Саме на цьому тижні в 1989, в Східному Берліні і Лейпцизі почалися протести. До кінця року всі комуністичні диктатури в Центральній Америці впали.[10] (Вашингтон, 6 лютого 2003)
- Ми повинні усвідомити, що бідні люди — не обов'язково вбивці.[12]
- Ми втратили дуже багато часу, намагаючись говорити з Африкою справедливо. Однак Африка — це нація, яка страждає від немислимого захворювання.[3] (Вашингтон, 14 вересня 2000.)
- Навчайте дітей читати, щоб він або її змогли пройти тест на грамотність.[13] (21 лютого 2001)
- Наші вороги винахідливі і кмітливі, і ми — також. Вони ніколи не припиняють думати щодо нових шляхів нашкодити нашій країні і нашим людям, і ми — також. (Вашингтон, 5 серпня 2004) (Варіант: Наші вороги володіють технологіями і ресурсами. І ми — також. Вони не перестають думати про те, щоб нашкодити нашій країні і нашому народу. І ми — також.)[14]
- Іронія в тому, що їм необхідно змусити Сирію змусити Хезболлу припинити це лайно, тоді все закінчиться.[15] (Стрільна, 17 липня 2006)
- Ні англійською, ні французькою, ні мексиканською![16] (Відмовляючись відповідати на питання репортерів під час фотосесії з канадським прем'єром Жаном Кретьєном, 21 квітня 2001)
- Потрібно підтримувати відносини з гречанами[17] (Keep good relations with the Grecians. «The Economist», 12 червня 1999)
- Природний газ — він півсферичний. Я його називаю півсферичним, тому що це така річ, яку ми можемо знайти в наших районах.[3]
- У мінливому світі ми хочемо, щоб більше людей мали контроль над вашою власним життям.[18]
- Найважливіша робота — це не бути правителем, або першою леді, в моєму випадку.[3] (Пелла, Айова; 30 січня 2000)
- Найкраще в Америці — кожному слід голосувати.[3] (Остін, 08 грудня 2000)
- Сім'я — те місце, де нація знаходить надію, а крила отримують мрію.[3][19]
- Занадто багато докторів йдуть з бізнесу. Занадто багато гінекологів не мають можливості практикуватися в любові з жінками по всій країні.[12]
- Повідомляю, що з сьогоднішнього дня квиткові каси і літаки будуть злітати з аеропорту імені Рейгана.[20]
- Ті, хто не думають, що я справляюся зі своєю роботою, недооцінюють мене.[21]
- У нас була можливість познайомитися з Терезою Нельсон, яка одночасно і батько, і мама або тато.[10]
- Уельс? А в якій це країні?[22]
- Це ваші гроші, ви заплатили за них.[3]
- Це ж Адам Клаймер, головний осел з «New York Times».[23] (5 вересня 2000)
- Я вірю, що люди і риби … можуть вести мирне співіснування.[12] (Сагіно, 29 вересня 2000)
- Я думаю, ми всі згодні, що минуле закінчилося. (10 травня 2000)[3]
- Я знаю, наскільки важко поміщати їжу в вашу сім'ю.[24]
- Я маю честь потиснути руку хороброму іракському громадянину, якому Саддам Хуссейн відрубав руку.[25]
- Я чув — поширюються чутки в інтернеті, що у нас незабаром введуть обов'язкову службу в армії.
- Я вважаю, що якомога швидше потрібно дозволити молодим коровам перетинати наш кордон (американо-канадський).[3] (30 листопада 2004)
- Я хочу зберегти виконавчу силу Президента не тільки для себе, але і для всіх моїх майбутніх попередників.[26]
- На саміті АТЕС 7 вересня 2007 р. Буш переплутав назви зустрічей і подякував австралійського прем'єра за теплий прийом на саміті ОПЕК (в англійській абревіатурі АТЕС звучить як APEC). Обмовка викликала сміх і оплески залу.[27] Пізніше він заявив, що прем'єр-міністр Австралії Джон Говард рік тому відвідував в Іраці австрійські  війська (замість австралійських)[28]
- Єлизавета 11 (на зустрічі в Англії).
- «Ці числа бюджету — не тільки прикидки, це фактичні результати фінансового року, який закінчився 30 лютого»[29] (These budget numbers are not just estimates, these are the actual results for the fiscal year that ended February the 30th англ.)

## Американці про бушизм
Громадяни США іронічно заявляють:
|  | Ми настільки круті, що можемо дозволити собі два Буші! |